# Triaina isodonte
Triaina isodonte is een pissebed uit de familie Janirellidae. De wetenschappelijke naam van de soort is voor het eerst geldig gepubliceerd in 2009 door Jean Just.